# Вільгельміна Гессен-Кассельська
Вільгельміна Гессен-Кассельська (нім. Wilhelmine von Hessen-Kassel, 25 лютого 1726,Кассель—8 жовтня 1808,Берлін) — принцеса Гессен-Кассельська, дружина принца Генріха Прусського. 

## Біографія
Близнючки Вільгельміна та Марія народились 25 лютого 1726 року в Касселі в родині принца Максиміліана Гессен-Кассельського та його дружини Фредеріки Шарлотти Гессен-Дармштадтської. В них вже були старші сестри Ульріка Фредеріка та Крістіна Шарлотта. Вільгельміна доросла до зрілого віку, а Марія прожила трохи більше року.

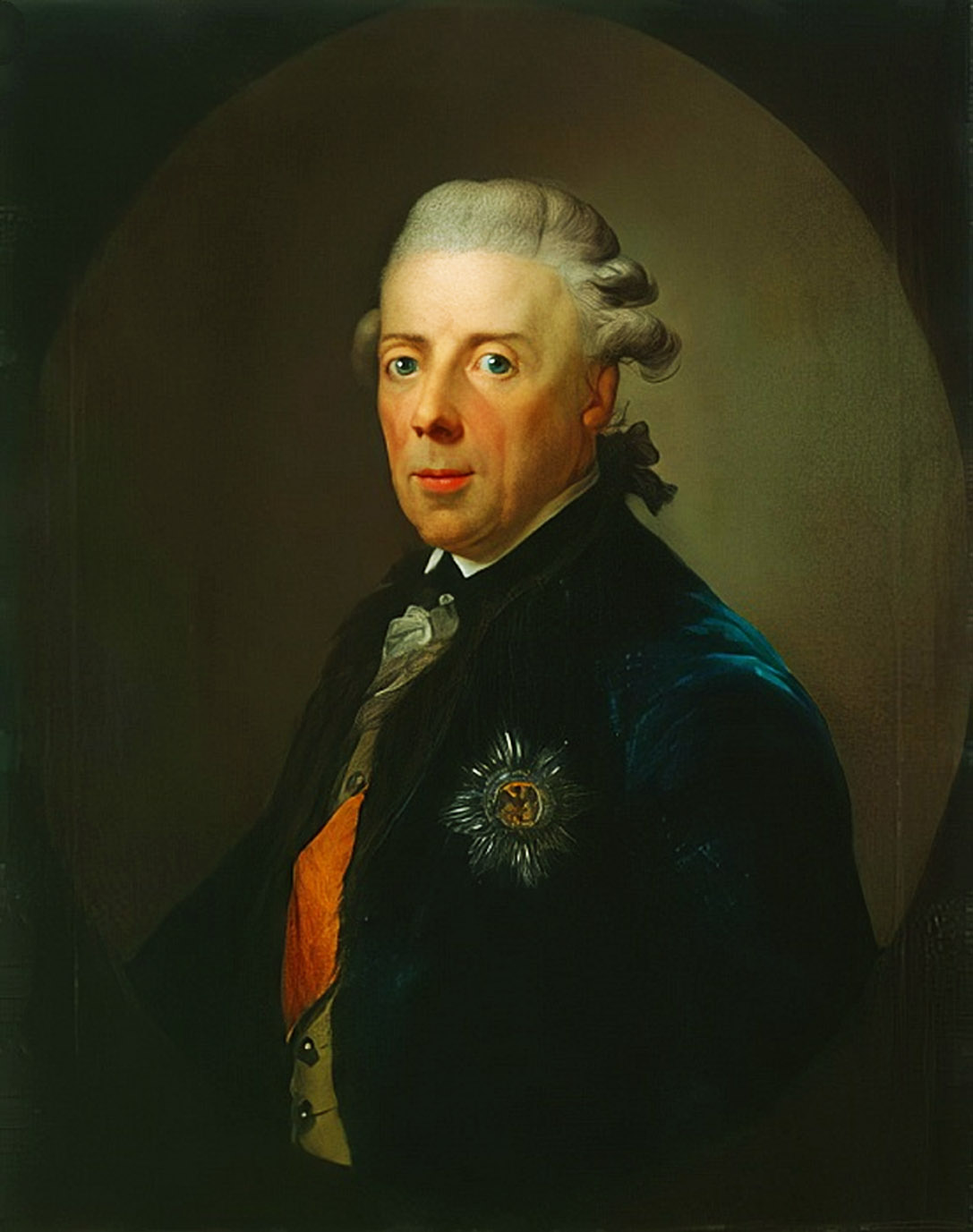
Генріх Прусський

Вільгельміну описували як принцесу надзвичайної краси з особливим шармом. У 1751 році вона зустріла свого майбутнього чоловіка принца Прусського Генріха. Вінчання відбулося 25 червня 1752 року у Палаці  Шарлоттенбург в Берліні.  Своїм братам і сестрам наречений розповідав, що переїхав з полону короля в полон шлюбу. Того ж року Генріх оселився з дружиною у Райнсберзькому палаці, де вони і жили позмінно з оселею у Берліні. Дітей у подружжя не було. 1766 року пара остаточно роз'їхалася. Подейкують, що справжнім винуватцем цього був Генріх, оскільки віддавав перевагу чоловікам.
Вільгельміна після цього жила в Берліні в Палаці Унтер ден Лінден. Під час окупації міста у 1806 році військами Наполеона Бонапарта, була серед тих членів королівської родини, що відмовилися виїхати зі столиці.